# Portes-en-Valdaine
Portes-en-Valdaine település Franciaországban, Drôme megyében. Lakosainak száma 455 fő (2022. január 1.). Portes-en-Valdaine Aleyrac, La Bâtie-Rolland, La Bégude-de-Mazenc, Montjoyer és La Touche községekkel határos.

## Népesség
A település népességének változása:
| Lakosok száma | 241  | 253  | 274  | 376  | 372  | 389  | 399  | 412  | 427  | 455  |
|               | 1968 | 1982 | 1990 | 2006 | 2013 | 2015 | 2017 | 2019 | 2020 | 2022 |